# John William Julian
John William (Bill) Julian (Boston (Lincolnshire), 10 juli 1867 - Enfield, 14 maart 1957) was een Engels voetballer en voetbalcoach.
Julian speelde als middenvelder voor Boston Town, Woolwich Arsenal, Luton Town (speler-coach), Tottenham Hotspur en Dartford FC.
In januari 1985 begon hij een zaak in voetbal- en atletiekkleding en -toebehoren. Begin 1895 was hij coach van de British Ladies Football Club (BLFC).
Na zijn spelersloopbaan kwam hij in 1909 naar Haarlem om de eerste trainer te worden van HFC. Na een 8e, 5e en 4e plaats werd hij in januari 1913, na een slechte eerste competitiehelft, vervangen door een andere Engelsman, een zekere Coats, ex speler van Bradford City. Julian bleef aan als groundsman, oftewel terreinknecht, ter verzorging van de H.F.C. terreinen. Tot zijn taken behoorde ook het oplappen van geblesseerde spelers, hetgeen hij kennelijk nogal hardhandig deed nu in het verslag van de op 21 februari 1915 gespeelde thuiswedstrijd tegen VOC een toeschouwer tegenover de verslaggever opmerkte "steevast staat een geblesseerde juist op, als de eerste hulp arriveert". De in deze wedstrijd geblesseerd geraakte Nico Bouvy leverde het bewijs van deze stelling. Op 20 oktober 1915 bracht Haarlems Dagblad het bericht dat Julian ontslag had aangevraagd na zes jaar in dienst te zijn geweest. Dit ontslag werd hem ook verleend want op 8 november berichtte dezelfde krant dat de heer Veenhof als zodang was benoemd.
Hierna is hij weer teruggekeerd naar Engeland. In februari 1938 wist het Algemeen Handelsblad te melden dat Julian, die volgens de krant 6 jaar coach was geweest van H.F.C., zijn gouden huwelijksfeest had gevierd. Waar de trainercarrière van Bill Julian beperkt was, hebben zijn zonen, Harry en vooral Bill jr. een grotere invloed op het Nederlandse voetbal uitgeoefend. Deze laatste schreef op 7 april 1934 in zijn wekelijkse stukje in de Limburger Koerier over het Engelse voetbal, dat zijn vader als oud aanvoerder van Arsenal nog steeds voor iedere wedstrijd twee vrijkaarten kreeg.